# شارل اوژن گویه
شارل اوژن گویه (۱۵ اکتبر ۱۸۶۶ - ۱۵ ژوئیه ۱۹۴۲) یک فیزیکدان سوئیسی بود. او در شمپونت متولد شد و در ژنو درگذشت.
گویه فیزیک را در دانشگاه ژنو آموخت و همچنین در آن دانشگاه او دکترای خود را در سال ۱۸۸۹ با مورد مطالعهٔ پدیدهٔ پراکندگی‌های دوار نوری دریافت نمود. آلبرت انیشتین یکی از شاگردان چارلز یوجین گویه بود. از سال ۱۹۰۰ تا ۱۹۳۰ گویه استاد و مدیر موسسه فیزیک دانشگاه ژنو بود. گویه به همراه دو تن از شاگردانش توانستند وابستگی سرعت اتم بر جرم آن را طی آزمایش‌هایی اثبات کنند. در پنچمین و هفتمین دور از جلسات کنفرانس سلوی حضور داشت. برادر او فیلیپ آگوسته گویه و یک شیمیدان بود.